# Prix Whitehead
Le prix Whitehead est décerné annuellement par la London Mathematical Society à un mathématicien travaillant au Royaume-Uni et qui se trouve encore au début de sa carrière. Le prix est attribué en mémoire de J. H. C. Whitehead, le pionnier de la théorie de l'homotopie.
Plus spécialement, la personne pouvant recevoir le prix doit être résidente au Royaume-Uni au 1er janvier de l'année de la récompense ou doit avoir étudié au Royaume-Uni. Le candidat ne peut recevoir le prix que dans les 15 ans qui suivent le niveau de post-doctorat et ne doit avoir reçu aucun autre prix de la Société.
À sa création, le prix ne pouvait être attribué en principe qu'à deux personnes au plus; depuis 1999, ce nombre a été porté à quatre pour inclure les mathématiques appliquées, la physique mathématique, et les aspects mathématiques de l'informatique.
Le prix Whitehead Senior a les mêmes exigences concernant l'obligation de résidence et la règle sur les prix déjà accordés, mais essaie de distinguer des mathématiciens plus expérimentés.

## Liste des lauréats du prix
- 1979 : Peter Cameron, Peter Johnstone
- 1980 : H. Garth Dales, Toby Stafford[1]
- 1981 : Nigel Hitchin, Derek F. Holt
- 1982 : John M. Ball, Martin J. Taylor
- 1983 : Jeff Paris, Andrew Ranicki
- 1984 : Simon Donaldson, Samuel Patterson (de)
- 1985 : Dan Segal, Philip J. Rippon
- 1986 : Terence Lyons, David A. Rand[2]
- 1987 : Caroline Series, Aldan H. Schofield
- 1988 : Mary Rees, Peter J. Webb, Andrew Wiles
- 1989 : David E. Evans (en), Frances Kirwan, Richard S. Ward (en)
- 1990 : Martin T. Barlow, Richard Taylor, Antony Wassermann (en)
- 1991 : Nick Manton, Anthony Scholl (de)
- 1992 : Keith M. Ball (de), Richard Borcherds
- 1993 : David J. Benson, Peter Kronheimer, Dmitri G. Vassiliev
- 1994 : Peter Hendrikus Kropholler, Robert S. MacKay
- 1995 : Timothy Gowers, Jeremy Rickard
- 1996 : John Roe, Yuri Safarov
- 1997 : Brian Bowditch (en), Alexander Grigoryan (de), Dominic Joyce
- 1998 : Stephen Jonathan Chapman, Igor Rivin, Jan Nekovář
- 1999 : Martin Bridson, Gero Friesecke (de), Nicholas Higham, Imre Leader
- 2000 : Mark Chaplain, Gwyneth Stallard, Andrew M. Stuart, Burt Totaro
- 2001 : Michael McQuillan, Alexei Skorobogatov (en), Valery Smyshlyaev, John Robert King
- 2002 : Kevin Buzzard, Alessio Corti, Marianna Csörnyei, Constantin Teleman
- 2003 : Nick Dorey, Toby Hall, Marc Lackenby (en), Maxim Nazarov
- 2004 : Mark Ainsworth, Vladimir Marković, Richard Thomas[3], Ulrike Tillmann
- 2005 : Ben Joseph Green, Bernd Kirchheim, Neil Strickland (de), Peter Topping (en)
- 2006 : Raphaël Rouquier, Jonathan Sherratt, Paul Sutcliffe, Agata Smoktunowicz
- 2007 : Nikolay Nikolov, Oliver Riordan (de), Ivan Smith (en), Catharina Stroppel
- 2008 : Timothy Browning, Tamás Hausel (en), Martin Hairer, Nina Snaith
- 2009 : Mihalis Dafermos, Cornelia Druțu, Robert James Marsh (en), Markus Owen (en)
- 2010 : Harald Helfgott, Jens Marklof (de), Lasse Rempe (en), Françoise Tisseur
- 2011 : Jonathan Bennett (en), Alexander Gorodnik (de), Barbara Niethammer, Alexander Pushnitski
- 2012 : Toby Gee (en), Eugen Vărvărucă, Sarah L. Waters, Andreas Winter
- 2013 : Luis Fernando Alday (en), André Neves, Tom Sanders, Corinna Ulcigrai
- 2014 : Clément Mouhot, Ruth Baker, Tom Coates, Daniela Kühn, Deryk Osthus[4]
- 2015 : Peter Keevash, James Maynard, Christoph Ortner, Mason Porter (en), Dominic Vella, David Loeffler et Sarah Zerbes
- 2016 : Arend Bayer, Gustav Holzegel, Jason P. Miller, Carola-Bibiane Schönlieb[5]
- 2017 : Julia Gog, András Máthé, Ashley Montanaro, Oscar Randal-Williams, Jack Thorne, Michael Wemyss[6]
- 2018 : Caucher Birkar, Ana Caraiani, Heather Harrington, Valerio Lucarini, Filip Rindler, Péter Varjú[7]
- 2019 : Alexandr Buryak, David Conlon, Toby Cubitt, Anders C. Hansen (en), William Parnell, Nick Sheridan (de)[8]
- 2020 : Maria Bruna, Ben Davison, Adam Harper, Holly Krieger, Andrea Mondino, Henry Wilton[9]
- 2021 : Jonathan Evans, Patrick Farrell, Agelos Georgakopoulos, Michael Magee, Aretha Teckentrup[10], Stuart White[11]
- 2022 : Jessica Fintzen, Ian Griffiths, Dawid Kielak (en), Chunyi Li, Tadahiro Oh, Euan Spence[12]
- 2023 : David Bate, Soheyla Feyzbakhsh, András Juhász, Mahesh Kakde (en), Yankı Lekili, Marie-Therese Wolfram[13]
- 2024 : Sabine Bögli, Viveka Erlandsson, James Newton, Clarice Poon, Julian Sahasrabudhe (en), Alessandro Sisto[14]